# Jean Sainteny
Jean Sainteny (* 29. Mai 1907 in Le Vésinet; † 15. Februar 1978 in Paris) war ein französischer Politiker und Diplomat. Er verhandelte 1946 im Rahmen der Augustrevolution mit Ho Chi Minh ein kurzfristiges Stillhalteabkommen (6.-März-Abkommen) zwischen der französischen Kolonialmacht und der vietnamesischen Unabhängigkeitsbewegung. Von 1962 bis 1966 war er Veteranenminister, von 1968 bis 1977 Mitglied des Conseil constitutionnel (Verfassungsgerichts).

## Leben

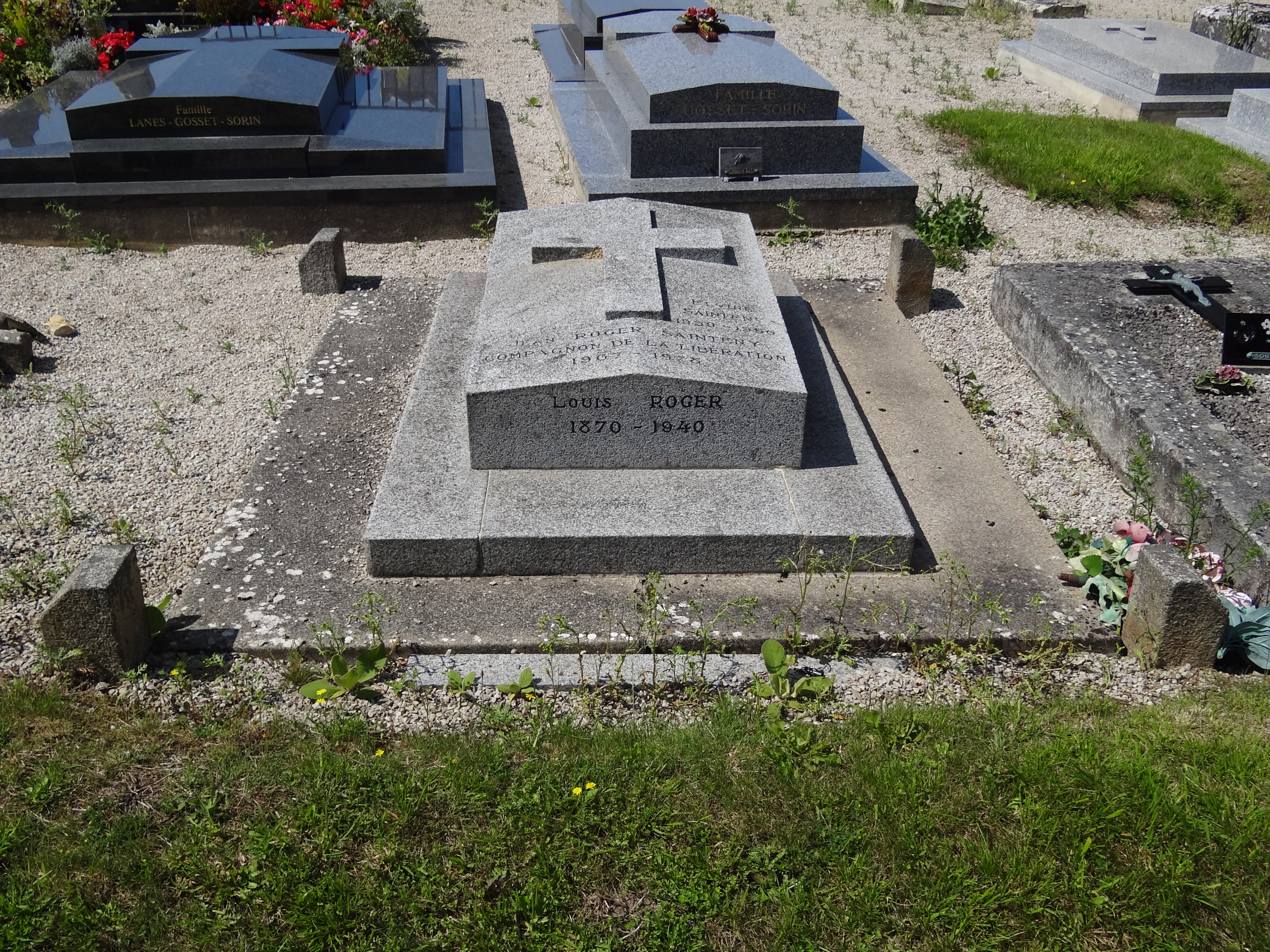
Grab von Jean Sainteny

Sainteny war der Schwiegersohn des einflussreichen Politikers und Premierministers Albert Sarraut. Während des Zweiten Weltkriegs war Sainteny in leitender Funktion in der Résistance der Normandie aktiv.
Sainteny wurde im August 1945 mit einer Gruppe des Office of Strategic Services per Fallschirm nach Französisch-Indochina gebracht. Sein Auftrag war eine Kontaktaufnahme mit den Viet Minh. Die Viet Minh riefen im Rahmen der Augustrevolution einen unabhängigen vietnamesischen Staat aus. Sainteny gelang es, am 6. März 1946 ein Stillhalteabkommen zwischen den Viet Minh und Frankreich auszuhandeln. Saintenys Ziel, die Führung der Viet Minh in Moderate und Radikale zu spalten, gelang ihm nicht. Sainteny wurde im Dezember 1946 verletzt, als der Panzerwagen, der ihn transportierte, auf eine Mine fuhr.
Als Vertreter der gaullistischen UNR-UDT wurde er 1962 in die französische Nationalversammlung gewählt. In der zweiten Regierung Pompidou bekleidete Sainteny von 1962 bis 1966 das Amt des Veteranenministers. 1969 vermittelte er ein Geheimtreffen zwischen Henry Kissinger und der nordvietnamesischen Regierung.
Von 1968 bis 1977 gehörte er dem Conseil constitutionnel (Verfassungsgericht) an.